# Сакко (река)
Са́кко (итал. Sacco) — река в центральной Италии, во времена Древнего Рима называлась Tolerus или Trerus.

## Этимология
Происходит от лат. saccus — «мешок», в переносном смысле — «тупи́к».

## Описание
Река протекает по территории итальянской провинции Фрозиноне, область Лацио. Её исток находится в горах Пренестини, после чего река течёт в юго-восточном направлении по Латинской долине, ограниченной горами Эрничи с северо-востока и Лепини с юго-запада. Впадает в реку Лири к юго-востоку от коммуны Чеккано. Длина реки — 87 км, является основным притоком реки Лири.

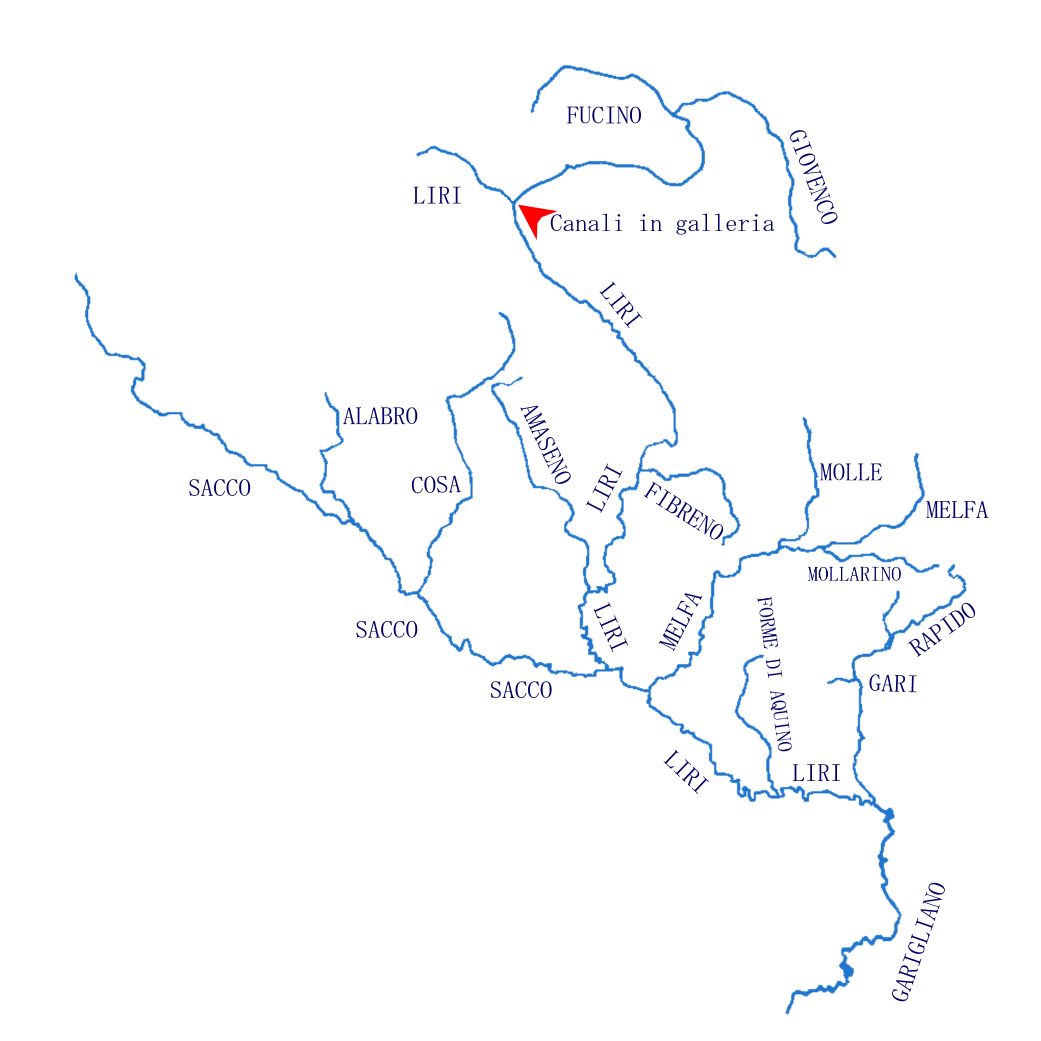
Сакко в рамках водной системы Лири — Гарильяно

После открытия в 1960-х годах автострады Рим — Неаполь, долина реки Сакко была застроена многочисленными промышленными предприятиями, относящихся к таким секторам экономики, как машиностроение, фармакология, бумагоделание, производство, бумаги, строительных материалов и продуктов питания.